# 鎌田聖一
鎌田 聖一（かまだ せいいち）は、日本の数学者。専門は位相幾何学。大阪大学大学院理学研究科教授。日本数学会理事長。幾何学賞受賞。

## 人物・経歴
大阪府大阪市生まれ。大阪市立大学（現大阪公立大学）理学部卒業後、1992年同大学院理学研究科博士課程修了、博士（理学）。同年大阪市立大学理学部助手。1995年同講師。1998年日本学術振興会海外特別研究員、南アラバマ大学客員教授。1998年大阪市立大学理学部助教授。2002年広島大学大学院理学研究科助教授。2003年広島大学大学院理学研究科教授。2004年日本数学会幾何学賞受賞。2008年日本数学会評議員。2013年大阪市立大学大学院理学研究科教授。2019年大阪大学大学院理学研究科数学専攻教授。2023年日本数学会理事長。専門は位相幾何学。

## 著書
- "Braid and Knot Theory in Dimension Four" アメリカ数学会 2002年
- 『曲面結び目理論』丸善出版 2012年
- "Surface-Knots in 4-Space" Springer 2017年